# Dendrobates tinctorius
Dendrobates tinctorius (Cuvier, 1797), conosciuto con il nome indio di okopipi, è una rana appartenente alla famiglia Dendrobatidae.

## Distribuzione e habitat
È diffusa nella Guyana, in Brasile, nella Guyana francese e nel Suriname.

## Descrizione
Dendrobates tinctorius è una piccola rana, di lunghezza tra i 3 ed i 4,5 centimetri, del peso di circa 8 grammi.
La specie mostra uno spiccato polimorfismo per quanto riguarda il colore della livrea. Alcuni esemplari, presenti nel distretto di Sipaliwini nel Suriname, caratterizzati da una accesa colorazione blu frammentata da punteggiatura nera, in passato erano stati considerati come una specie a sé stante (D. azureus) ma recenti studi genetici hanno dimostrato che si tratta solo di una variante morfologica.

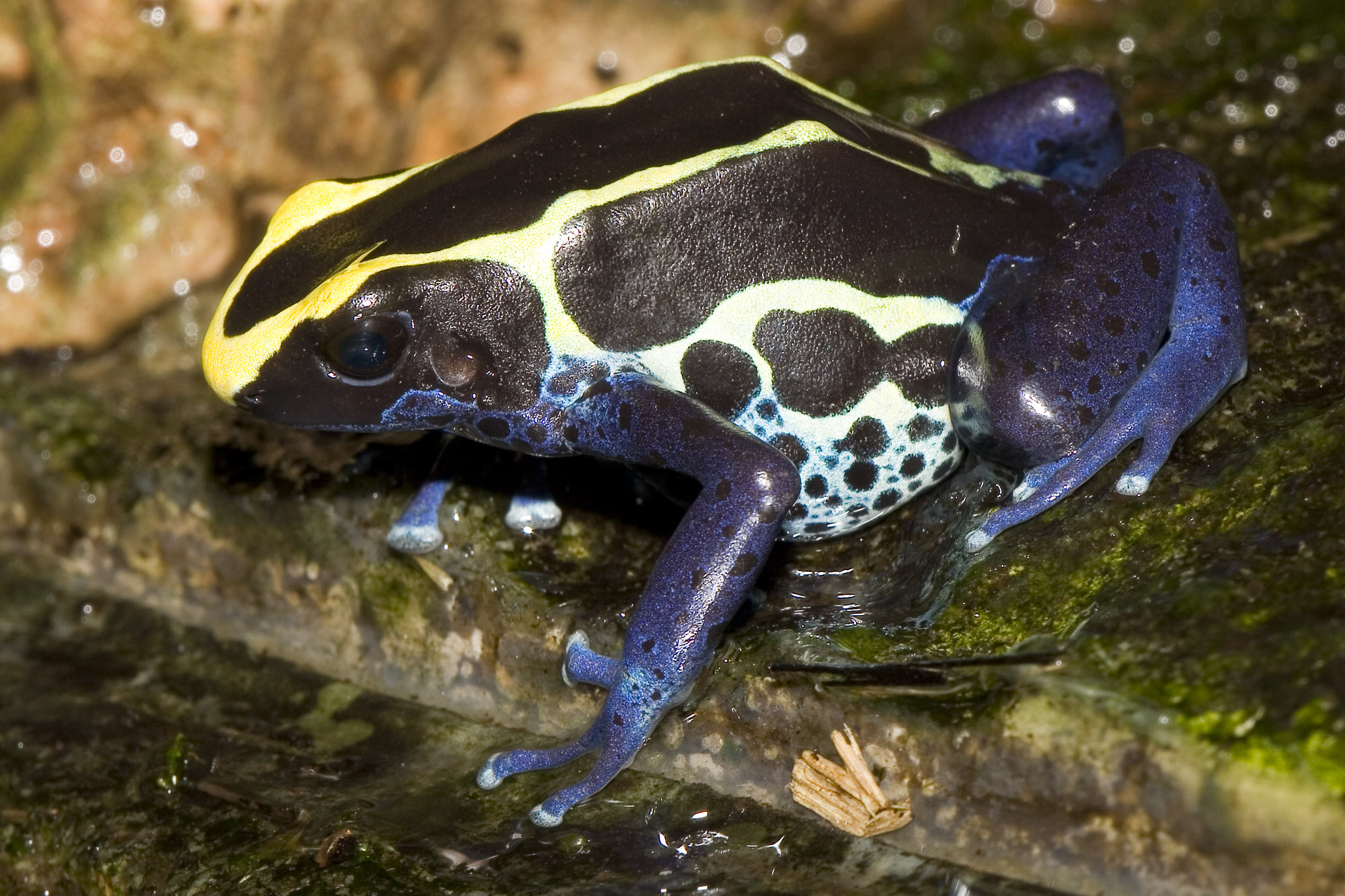
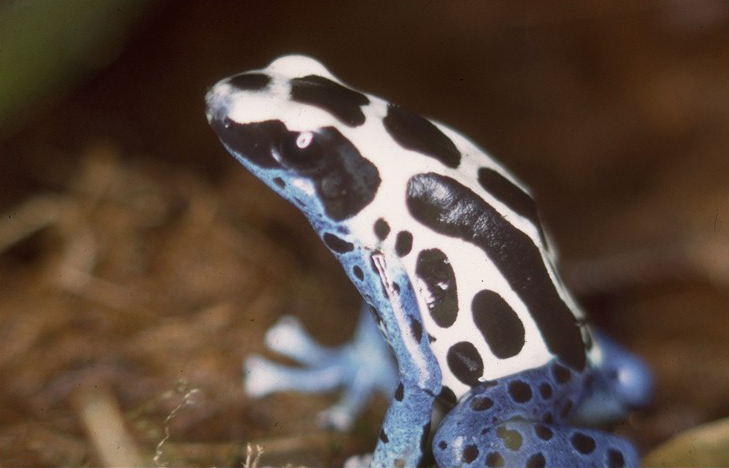
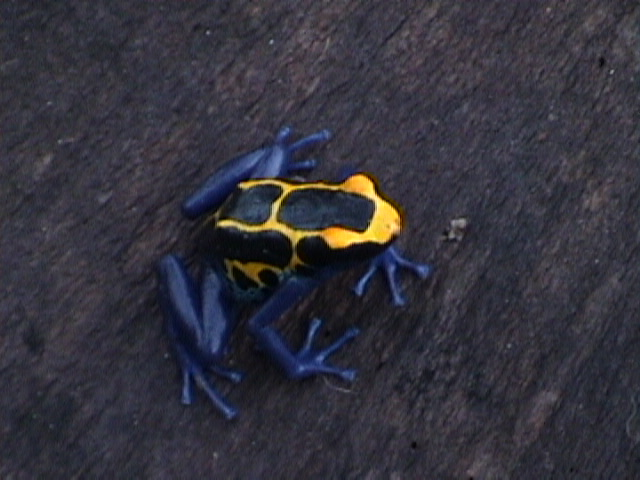
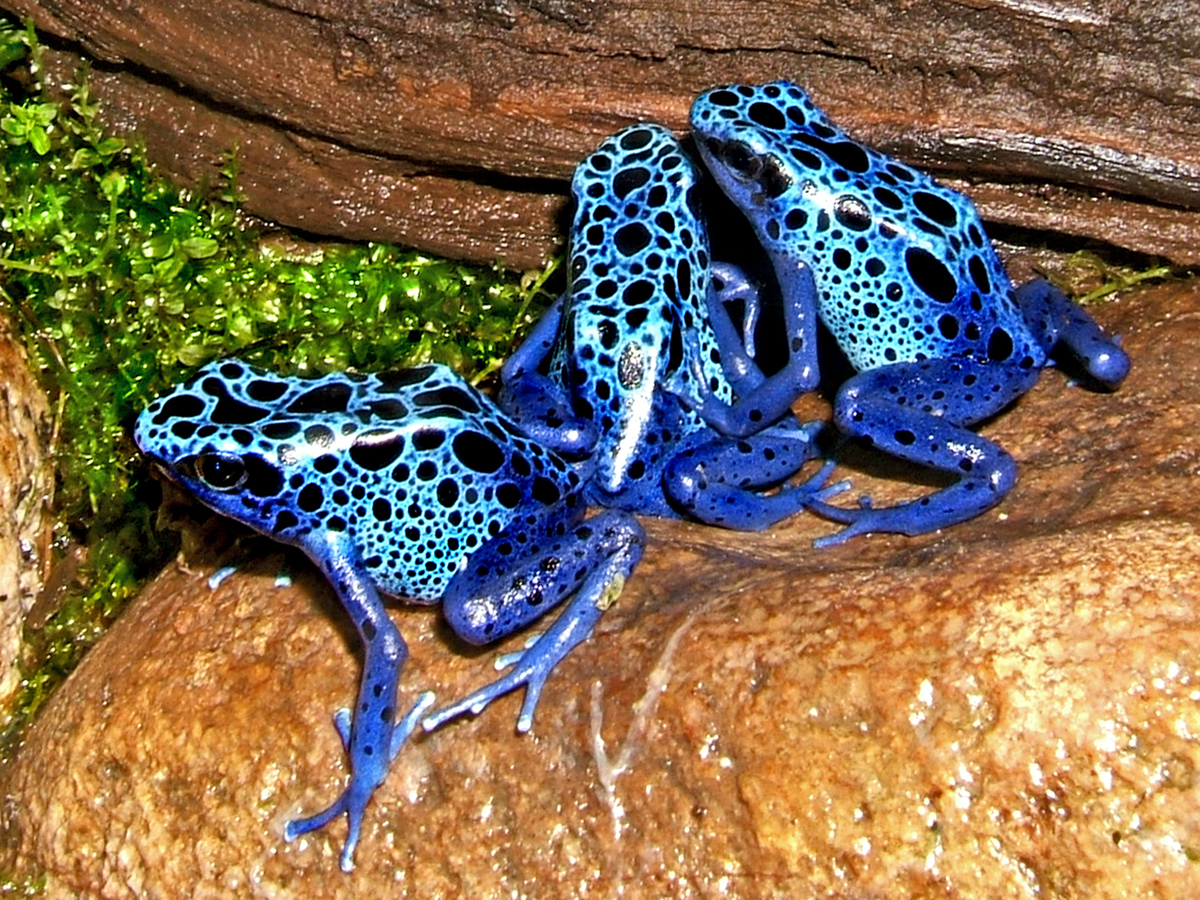

La pelle della rana è ricca di ghiandole che secernono potenti alcaloidi che la rana utilizza come difesa naturale verso i predatori.